# Лю Бін'і
Лю Бін'і (кит.: 劉病; 91—49 до н. е.) — 10-й імператор династії Хань у 74—49 роках до н. е. Храмове ім'я Сюань-ді.

## Життєпис

### Молоді роки
Народився у 91 році до н. е. у родині Лю Цзю, сина імператора У-ді. Внаслідок інтриг при дворі його батько загинув. Єдиним з нащадків Лю Цзю, хто залишився живим, був Лю Бін'і. Тривалий час він тримався під вартою, про нього дбав охоронець в'язниці Бін, який дав йому двох годувальниць. Пізніше жив як звичайні підданий.
Пізніше імператор Чжао-ді дізнавшись про дитину, доручив його турботам євнуха Чжан Хе, який зайнявся його вихованням і освітою. Чжан хотів віддати Бін'і в дружини свою онуку, але після протесту свого брата, вищого чиновника, дав йому в дружини доньку свого підлеглого Сюй, яка народила йому сина, майбутнього імператора Лю Ши.

### Правління
У 74 році до н. е. помер молодий імператор Чжао-ді, і регент Хо Гуан звів на престол Чан'і-вана, який став себе вести негідно імператорові. Через 27 днів правління Чан'і-ван був позбавлений престолу, Хо Гуан не міг знайти серед принців гідного претендента на трон. Бін порекомендував йому Бін'і, вибір підтримала удовиця—імператриця Шангуань. Щоб простолюдин не потрапив на трон, імператриця присвоїла йому титул Ян'у-хоу, і в той же день йому була передана імператорська печатка й трон.
За цього імператора були сформульовані тлумачення природних явищ: гніздування чудових птахів, медова роса, поява золота драконів уві сні визначено як добрі, а землетрус, зміна клімату — погані.
Імператор високо цінував таланти Хо Гуан, тому призначив його родичів й нащадків на високі посади. Він узяв собі в дружини доньку Хо Гуана, проте спочатку не зробив її імператрицею, так як у нього вже була дружина, імператриця Сюй та дитина від неї. В результаті інтриг сім'ї Хо доктор отруїв імператрицю Сюй під час пологів, і дочка Хо Гуана стала імператрицею.
Хо Гуан помер у 68 році до н. е., імператор побудував піраміду на його могилі і вніс його до списку найбільш вельмишановних сановників. Однак вдова Хо організувала змову з метою убити спадкоємця престолу, а потім і самого імператора. Змова була викрита, і весь клан Хо був страчений, імператриця Хо була відсторонена, при цьому імператор продовжував високо шанувати пам'ять самого Хо Гуана.
У 71 році до н. е. відбулася вирішальна битва проти племені сюнну. Сюнну були атаковані царством Усунь, царицею якого була ханська принцеса Лю Цзею. Сюань-ді скоординував дії і наказав п'яти генералам (цзянцзюням) напасти на сюнну в той саме час. Хоча сюнну витримали ханську атаку зі сходу, держава Усунь здобули повну перемогу, вдершися до західних володінь сюнну. Надалі сюнну сильно ослабли і тримали постійно оборону з усіх боків, переставши загрожувати кордонам імперії.
В подальшому імператор здебільшого зосередився на внутрішніх справах (лише у 62—60 роках до н. е. проведена кампанія для приборкання племені цян). Проводив політику на оновлення уряду, боротьби з корупцією, підвищення рівня чиновництва. Втім з часом Сюань-ді все менше цікавився державними справами. Він відмовився розпочати великий похід проти сюнну під час внутрішніх негараздів, рекомендований генералами у 59 році до н. е., але життя історія підтвердила його правоту — держава сюнну розпалося в 56 до н. е. на три держави, які підтримували з ханською імперією мирні відносини, за рахунок цього було зменшено армію на північному кордоні в п'ять разів і різко скоротити податки.
Тим часом міжусобні війни серед сюнну тривали. У 54 році до н. е. один з володарів сюнну попросив у ханського трону захисту, прийнявши васальну підданство.
З 51 до 53 року відбувався  великий збір вчених у Павільйоні кам'яного каналу. У підсумку опубліковано офіційні версії та інтерпретації класичних текстів, які стали обов'язковими для кандидатів на чиновницькі посади.
У 51 році до н. е. Сюань-ді створив галерею слави 11 видатним чиновникам, серед яких були також Хо Гуан і тюремник Бін. У цей час імперія досягла максимального розміру і вищого розквіту, перевершивши імперію часів У-ді. Імператор помер 49 року до н. е. Владу успадкував принц Ши.